# Yi Lijun

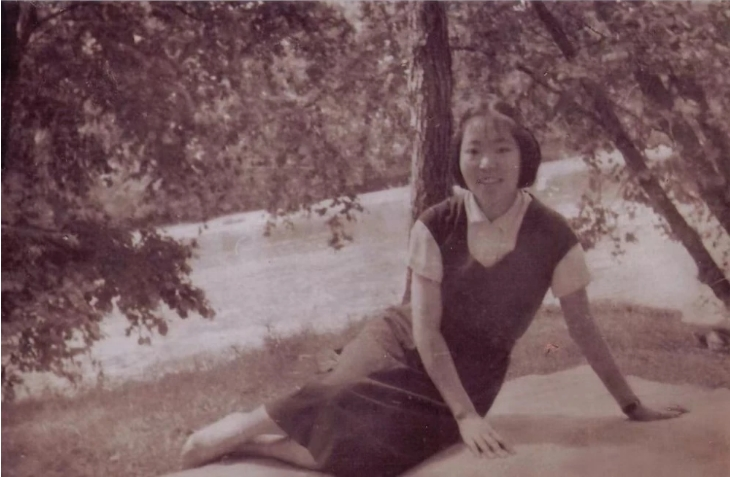
Yi Lijun, 1956

Yi Lijun (chiń. 易丽君; pinyin Yì Lìjūn; ur. 4 grudnia 1934 w Huanggang w prowincji Hubei, zm. 7 lutego 2022 w Pekinie) – chińska profesorka, tłumaczka i badaczka literatury polskiej, nazywana ambasadorem literatury polskiej w Chinach.

## Życiorys
W roku 1953 rozpoczęła studia na Wydziale Sinologicznym Uniwersytetu Wuhan. W 1954 przyjechała do Polski, aby studiować polonistykę na Uniwersytecie Warszawskim. Po ukończeniu studiów w 1960 wróciła do Chin. W latach 1960–1964 pracowała w Chińskim Radiu Międzynarodowym jako redaktorka i dziennikarka sekcji sowiecko-wschodnioeuropejskiej. Od 1964 roku pracowała na Wydziale Języków Wschodnioeuropejskich (dzisiejszy Wydział Języków Europejskich) Pekińskiego Instytutu Języków Obcych (dzisiejszy Pekiński Uniwersytet Języków Obcych).
Yi Lijun była członkinią Chińskiego Stowarzyszenia Pisarzy, członkinią Chińskiego Stowarzyszenia Tłumaczy, stałą członkinią zarządu Pekińskiego Stowarzyszenia Tłumaczy, była również długoletnią naczelną redaktorką czasopisma „Wschodnia Europa”, kierownikiem Katedry Języka Polskiego PIJO. W 1995 została nagrodzona tytułem Wspaniałego Nauczyciela Pekinu. W 2004 Chińskie Stowarzyszenie Tłumaczy uznało ją za jedną z 47 najwybitniejszych tłumaczy.
Za swoją wybitną działalność na rzecz kultury polskiej została nagrodzona również w Polsce przez Prezydenta RP – Krzyżem Kawalerskim Orderu Zasługi Rzeczypospolitej Polskiej w 2000. W 2004 otrzymała Medal Komisji Edukacji Narodowej, a w 2007 Dyplom Ministra Spraw Zagranicznych RP za wybitne zasługi dla promocji Polski w świecie, nagrodę literacką ZAiKS-u dla tłumaczy oraz tytuł doktora honoris causa Uniwersytetu Gdańskiego. W 2008 otrzymała od Rady Języka Polskiego tytuł Honorowego Ambasadora Polszczyzny. Za wybitne zasługi w popularyzowaniu polskiej kultury Prezydent RP odznaczył ją Krzyżem Oficerskim Orderu Zasługi Rzeczypospolitej Polskiej w 2011. 25 maja 2012 odebrała prestiżową nagrodę Transatlantyk, przyznawaną przez Instytut Książki tłumaczom literatury polskiej.

## Prace
Przetłumaczyła na język chiński ponad 60 polskich utworów literackich, m.in. Pana Tadeusza, III i IV cz. Dziadów, poezje Leopolda Staffa, Kazimierza Przerwy-Tetmajera, Tadeusza Różewicza, prozę Marka Hłaski, Olgi Tokarczuk i wielu innych.
Jest autorką Literatury polskiej i Zarysu powojennej literatury polskiej, a także wielu artykułów dotyczących polskich pisarzy. Zredagowała ponad 300 haseł o polskich pisarzach i literaturze polskiej w chińskiej encyklopedii. Pisała o Gombrowiczu, Szymborskiej, Żeromskim, Mickiewiczu i wielu innych polskich pisarzach w chińskim Wielkim słowniku literatów obcych. Najwyżej ceni poezję Adama Mickiewicza i prozę Henryka Sienkiewicza.